# Cytora cytora
Cytora cytora är en snäckart som först beskrevs av Gray 1850.  Cytora cytora ingår i släktet Cytora och familjen Pupinidae. Inga underarter finns listade i Catalogue of Life.